# Neto Franca
João Monteiro da Franca Neto (João Pessoa, 24 de novembro de 1960), conhecido apenas como Neto Franca, é um advogado e político brasileiro que foi deputado estadual pela Paraíba entre 1995 e 1999.
Seu pai, Damásio Franca, foi prefeito de João Pessoa por 2 mandatos: entre 1966 e 1971 (nomeado pelo governador João Agripino Filho) e de 1979 a 1983 (nomeado por Tarcísio Burity).

## Carreira política
Estreou na política em 1994, quando concorreu a deputado estadual pelo PDT. Foi o 23º colocado entre os eleitos, recebendo 13.268 votos. Não repetiu o desempenho em 1998, obtendo apenas 5.931  votos, ficando como suplente. Deixou a Assembleia Legislativa ao final de seu mandato.
Não concorreu a nenhum cargo em 2000, voltando às urnas em 2002 novamente como candidato a deputado estadual, sendo lembrado por 3.773 eleitores, terminando outra vez na suplência. Após deixar o PDT, concorre a uma vaga na Câmara Municipal de João Pessoa pelo PSB. Embora tivesse obtido 1.518 votos, não conseguiu se eleger. Voltaria à política em 2013 ao assumir a presidência do diretório estadual do PTC (atual Agir), garantindo apoio a uma possível candidatura de Veneziano Vital do Rêgo ao governo da Paraíba no ano seguinte. Um de seus primeiros atos como dirigente do partido foi a tentativa de filiação da deputada estadual Iraê Lucena, que descartou apoiar o ex-prefeito de Campina Grande na eleição para governador.
Em abril de 2014, Neto Franca foi anunciado como suplente de senador pelo filia-se ao PTC (atual Agir) para a disputa das eleições estaduais na chapa do PMDB, embora tivesse lançado a candidatura de Walter Brito para o Senado Federal. Ele, que também atuava como assessor do senador Vital do Rêgo Filho, fez críticas ao PSDB, afirmando que o partido protagonizava um "festival de enganação", descartando ainda uma possível intervenção do diretório nacional e garantiu o apoio ao ex-deputado estadual em sua tentativa de ser eleito senador. Em dezembro do mesmo ano, assumiu a diretoria de administração e finanças do SEBRAE na Paraíba.
.
Em 2016, chegou a se oferecer para ocupar a vaga de candidato a vice na chapa de Luciano Cartaxo na eleição municipal, sem sucesso - Manoel Junior foi o escolhido para a vaga.